# Oromasiphya urbanae
Oromasiphya urbanae är en tvåvingeart som beskrevs av Guimaraes 1966. Oromasiphya urbanae ingår i släktet Oromasiphya och familjen parasitflugor. Inga underarter finns listade i Catalogue of Life.